# Onthophagus navarretorum
Onthophagus navarretorum är en skalbaggsart som beskrevs av Juan A. Delgado och Capistan 1996. Onthophagus navarretorum ingår i släktet Onthophagus och familjen bladhorningar. Inga underarter finns listade i Catalogue of Life.